# Saint-Manvieu-Norrey
Saint-Manvieu-Norrey là một xã ở tỉnh Calvados, thuộc vùng Normandie ở tây bắc nước Pháp.

## Dân số
| Năm | 1962 | 1968 | 1975 | 1982  | 1990  | 1999  | 2007  |
| --- | ---- | ---- | ---- | ----- | ----- | ----- | ----- |
| Dân số | 780  | 839  | 950  | 1 031 | 1 291 | 1 417 | 1 723 |
| From the year 1962 on: No double counting—residents of multiple communes (e.g. students and military personnel) are counted only once. |      |      |      |       |       |       |       |